# Инион

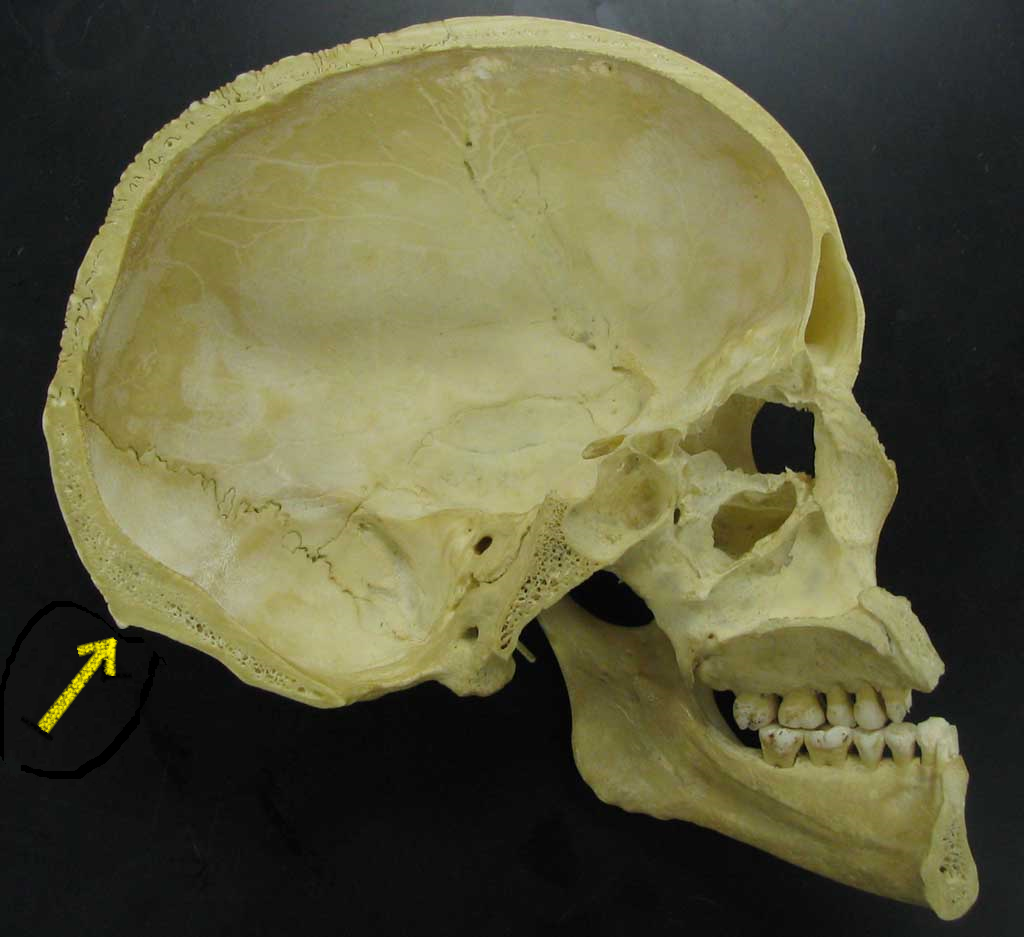
Срез черепа, инион указан стрелкой

Инион (от др.-греч. ἰνίον — затылок) — краниометрическая точка, соответствующая наиболее выступающей части наружного затылочного выступа (лат. protuberantia occipitalis externa). Брока различал шесть степеней развития иниона от 0, соответствующего полному отсутствию бугорка, до максимального развития, обозначенного цифрой 5.
Линия глабелла-инион используется при измерениях высоты черепа и брегматического угла.

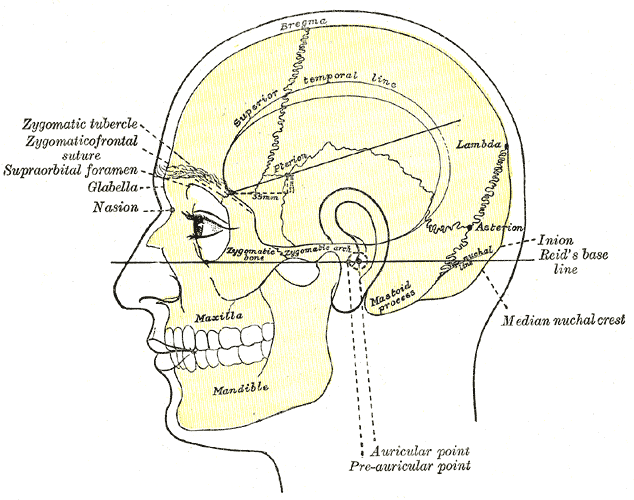
Череп, вид сбоку (Инион виден в центре справа)